# Georgius Hornius
Georgius Hornius, aussi Georg Horn, est un écrivain protestant allemand, né en 1620 à Kemnath (Haut-Palatinat) et mort le 10 novembre 1670 à Leyde (Hollande).

## Biographie
Il fut quelque temps précepteur en Angleterre, où il embrassa le presbytérianisme, puis dans le Palatinat, puis professa l'histoire, la politique et la géographie à l'Université de Harderwijk dont il fut le recteur en 1652-1653, puis à l'université de Leyde où il resta jusqu'à sa mort en 1670. 

## Œuvres
- Histoire d'Angleterre pendant les années 1645-47, en latin, Leyde, 1648,
- De l'origine des Américains, 1652; Hist. de la philosophie, 1655;
- Histoire ecclésiastique, en lat., Leyde, 1655-57, trad. en franç. en 1699,
- plusieurs compilations historiques et géographiques sous les titres suivants :
  - Arca Noæ, 1666,
  - Arca Mosis, 1688,
  - Ulyssea, 1671.

## Influence
Ses œuvres ont été rééditées longtemps après sa mort aux Pays-Bas et en Allemagne. Son histoire universelle est traitée de manière moderne, non plus divisée en l'histoire des quatre empires classiques (Assyrie, Perse, Macédoine, Rome) mais basée sur le concept d'histoire nationale, y compris l'histoire des peuples du Nouveau Monde (De originibus Americanis). Il a également été l'un des premiers historiographes à diviser l'histoire du monde en trois grandes époques, l'antiquité des premiers temps jusqu'à la période de migration, la période intermédiaire de la période de migration à l'an 1500, et l'histoire moderne à partir de 1500. Sa couverture de la période migratoire est présentée comme l'histoire de la nation "scythe", divisée en Allemands, Huns et Slaves.
Dans toutes ses œuvres, Horn se présente comme un pieux protestant (calviniste) et comme un patriote exilé du Haut Palatinat (qui avait été annexé par le Duc de Bavière en 1628).